# Estació de Caminreal-Fuentes Claras
Caminreal-Fuentes Claras és una estació ferroviària situada entre els termes municipals turolencs de Caminreal i Fuentes Claras, a la comarca de Jiloca (Terol, Aragó). Es tracta d'un edifici d'estil racionalista, dissenyat per l'arquitecte Luis Gutiérrez Soto i construït l'any 1933.
La primitiva estació entrà en servei l'1 d'abril de 1901 amb l'obertura del tram Calatayud-Port Escandón de la línia Calataiud-València. Aprofitant els bons resultats que li donava l'explotació de l'anterior traçat, la companyia va iniciar a Caminreal una nova línia fins a Saragossa, que va inaugurar el 2 d'abril de 1933 amb vistes a enllaçar amb el ferrocarril a Canfranc.
L'any 1941, amb la nacionalització de la totalitat de la xarxa ferroviària espanyola, l'estació va passar a ser gestionada per RENFE. Va ser l'època de major esplendor de l'estació fins als anys 60 amb més de 100 treballadors, incloent serveis com ara escola i perruqueria.
L'1 de gener de 1985 el tram Caminreal-Calatayud va ser tancat oficialment a causa de la seva escassa rendibilitat.
El 1995 RENFE va tancar l'edifici. Això, unit a la manca de manteniment, ha provocat que es trobi en un estat de conservació pèssim. Des del 31 de desembre de 2004 Adif és la titular de les instal·lacions.
El 25 d'abril de 2007 es va publicar en el Butlletí Oficial d'Aragó l'Ordre de 26 de març de 2007 per la qual es declara Bé Catalogat del Patrimoni Cultural Aragonès. Aquest fet no va millorar l'estat de l'edifici, que segueix en continu deteriorament.
En els últims anys l'estació ha estat escollida com una de les tres seus del futur Museu del Ferrocarril d'Aragó. De materialitzar-se el projecte esmentat, el museu s'allotjaria en tres antigues estacions: Canfranc, Casetas i Caminreal-Fuentes Claras.